# زموره (استان غلیزان)
زموره (به عربی: زمورة) یک شهرداری در الجزایر است که در ناحیه زموره واقع شده‌است. زموره ۲۴۳٫۶۷ کیلومتر مربع مساحت و ۳۰٬۰۲۷ نفر جمعیت دارد.